# Edwin P.C. Zonneveld
Edwin P.C. Zonneveld (Velsen, 29 september 1958) is een Nederlandse schrijver die woont en werkt in l'Isle-Adam, Frankrijk.
Zijn eerste boek Gezworen Wraak is inmiddels vertaald in het Frans. Zijn boeken zijn ook als e-book verschenen.
Na zijn heao-opleiding in Velp is hij in 1993 in Frankrijk gaan werken. In zijn boeken is inspecteur Starck een vast personage. De boeken zijn op zichzelf staand te lezen. Zijn schrijfstijl wordt wel vergeleken met die van Baantjer.

## Privé
Zonneveld is getrouwd en vader van twee kinderen. Hij woont met zijn gezin in Frankrijk maar komt regelmatig naar Nederland, met name naar Steenwijkerland.